# 川崎市立南加瀬小学校
川崎市立南加瀬小学校（かわさきしりつ みなみかせしょうがっこう）は、神奈川県川崎市幸区南加瀬4丁目にある公立小学校。

## 沿革
出典
- 1958年（昭和33年）
  - 9月1日 - 川崎市立小倉小学校から分離して開校。
  - 12月18日 - 4年生までの654人が校舎に入る（この日を開校記念日としている）。
- 1959年（昭和34年）2月18日 - 開校式挙行。
- 1984年（昭和59年）4月 - 川崎市立夢見ヶ崎小学校の開校に伴い校区を分離。
- 1988年（昭和63年）10月31日 - 新校舎完成。
- 1989年（平成元年）
  - 9月15日 - 校庭整備終了。
  - 11月18日 - 創立30周年記念式典挙行。
- 1999年（平成11年）11月21日 - 創立40周年記念式典挙行。
- 2009年（平成21年）11月15日 - 創立50周年記念式典挙行。

## 通学区域
出典
- 幸区
  - 南加瀬3丁目（6番5号～6番27号、9番～11番、12番12号～12番30号、13番13号～13番29号、20番7号以降）
  - 南加瀬4丁目（7番～10番、13番以降）
  - 南加瀬5丁目（全域）
- 小学校の校区は住居表示実施前に設定されているため複雑になっているが、町内会の境界（原、江川、辻）で決まっている。

## 交通アクセス
- 臨港バス川55・56・57系統で「中之原住宅前」バス停から徒歩2分。
- 川崎市バス川83系統で「中ノ原住宅前」バス停から徒歩2分。
- 臨港バス鶴04系統・東急バス日93系統で、「下の町住宅前」バス停から徒歩3分。

## 周辺
- 川崎南加瀬郵便局
- 南加瀬けやき公園
- 南加瀬江川公園
- 南加瀬下町公園
- 川崎市立南加瀬中学校
- 市営南加瀬第2住宅
- 市営南加瀬第3住宅
- 市営南加瀬辻住宅